# Deux années sur le gaillard d'avant
Deux années sur le gaillard d'avant est un ouvrage autobiographique de Richard Henry Dana, Jr. publié en 1840. Ce livre, publié en 1840, raconte le séjour du narrateur comme marin à bord d'un cap-hornier entre 1834 et 1836. Il est considéré par beaucoup d'universitaires comme un des actes fondateurs de la littérature américaine, le premier grand « roman vrai » (et un immense succès de librairie pour l'époque) avant le Walden d'Henry David Thoreau, qu'il précède d'une quinzaine d'années, et les œuvres de Mark Twain.

## Résumé
L'ouvrage de Dana est d'abord un témoignage précis et vivant, à la première personne, sur la vie à bord d'un voilier au long cours américain au milieu du XIXe siècle. Le long séjour du navire dans les différents abris de la côte californienne (près d'un an entre San Diego, Santa Barbara, Los Angeles, San Francisco…)  permet  également à l'auteur de brosser le portrait d'une Californie, très différente de son image actuelle : à cette époque, c'est un état oublié du Mexique, faiblement peuplé par quelques familles espagnoles et des indiens asservis par l'Église. Plongée dans une léthargie économique, elle vit de l'exportation du suif et des peaux de bœufs. En 1859, c'est comme passager d'un vapeur que l'auteur revient en pèlerinage dans une Californie devenue américaine et complètement transformée par la ruée vers l'or : San Francisco qui ne comptait, en dehors du poste espagnol, qu'une baraque en bois à l'époque de son premier séjour, est devenue une grande ville cosmopolite peuplée de 100 000 habitants. Il ajoute cette expérience dans une nouvelle édition parue en 1869.

## Roman de voyage et témoignage militant
Il ne s'agit pas d'un simple récit d'aventures en mer  ou  de voyage visant au divertissement du lecteur même si les descriptions très vivantes de la mer, des  manœuvres à bord d'un grand voilier et des relations humaines à bord en font une excellente lecture d'évasion : Richard Dana entendait à travers ce livre témoigner du sort peu enviable des matelots, loin des clichés romantiques, et lorsqu'il reprit sa pratique d'avocat après cette parenthèse en haute mer, il se  spécialisa  en droit maritime, se fit le défenseur des marins  exploités et publia  un précis de vulgarisation du droit maritime à l'usage des simples matelots intitulé l'ami du marin (The seaman's friend).
La traduction en français de Two Years Before the Mast est l'œuvre de Simon Leys qui s'est embarqué à cette fin sur le trois-mats goélette Leeuwin pour se familiariser avec les termes techniques de la marine à voile au XIXe siècle.

## Extraits
Après un franchissement du cap Horn particulièrement pénible (le voilier a dû faire trois tentatives en plein hiver austral en louvoyant contre le vent entre les icebergs), le voilier, sur lequel le jeune Dana a embarqué, peut faire cap vers le nord. Tout le monde, y compris le capitaine, est las et prêt à prendre des risques pour regagner au plus vite Boston :
.. Normalement, les navires qui doublent le cap Horn en venant du Pacifique font ensuite route à l'est des iles Falkland; mais le temps était clair, et comme il s'était établi une forte brise du sud-ouest, apparemment destinée à durer, et que nous en avions assez des hautes latitudes, le capitaine décida de mettre immédiatement le cap au nord, de manière à faire route entre les Falkland et le continent. En conséquence, lorsqu'on effectua la relève de l'homme de barre à huit heures, l'ordre fut donné de gouverner droit au Nord et tout l'équipage fut appelé pour brasser carré et faire de la toile. En un instant, la nouvelle circula par tout le navire : le capitaine laissait porter, et nous marchions droit sur Boston…
Maintenant la brise venait tout droit du sud-ouest et soufflait en tempête avec tant de force qu'un navire naviguant au près n'aurait pu porter qu'une seule voile au bas-ris; mais nous étions en train de courir au vent arrière, ce qui nous permettait de faire de la toile. Quelques hommes furent envoyés dans la mature pour larguer un ris dans les huniers et nous établîmes la misaine arisée. Au moment de hisser les vergues de la hune, comme l'équipage au complet avait la main sur les drisses, nous chantâmes tous ensemble "Du cœur les gars" et nos voix durent porter  au moins jusqu'à mi-chemin de l'île des États.
Sous ce supplément de voiles, le navire se mit à fendre les eaux mais il portait bien la toile aussi le capitaine cria de la dunette "larguer encore un ris dans le petit hunier et que ça danse !". Deux matelots bondirent dans les enfléchures. On largua les garcettes de ris ainsi que les empointures qui étaient encore toutes raides de gel, on pesa sur les drisses et la voile offrit une plus grande surface au souffle de la tempête. Les deux bordées restèrent sur le pont pour surveiller les résultats de cette manœuvre; nous avions atteint l'extrême limite de ce que le navire pouvait porter et avec la grosse mer qui nous poussait de l'arrière, il fallait deux hommes pour contrôler la barre. Notre étrave soulevait des jets d'écume, la mer était blanche jusqu'à la coupée. Notre vitesse était prodigieuse et pourtant tout tenait bon….
Nous (les matelots) étions restés sur le gaillard d'avant quand le capitaine appela : "Monsieur Brown, faisons établir la bonnette de hunier ! et tant pis si nous la perdons !". Sur le coup, le second parut un instant abasourdi; mais jamais il n'aurait voulu qu'on pût le soupçonner de manquer d'audace et il se précipita donc aussitôt en avant : "Hourra les gars ! à gréer le bout dehors de bonnette de hune ! Montez au mat et je vous ferais envoyer les apparaux.". Nous grimpâmes sur le hune, d'où nous affalâmes un bout pour hisser les apparaux; nous gréâmes les amures et les drisses, nous poussâmes le bout-dehors en position et nous le saisîmes bien serré, puis nous envoyâmes en bas les drisses inférieures en guise de faux bras. Il faisait une nuit claire et froide, étoilée et venteuse, mais on avait le cœur à l'ouvrage. Quelques-uns d'entre nous n'étaient pas loin de croire que "le Vieux" était devenu fou mais nul ne dit mot.…
 À la première occasion favorable, l'équipage pesa sur les drisses et hissa la vergue presque à bloc; mais quand le second eu largué la gueule de raie du hale bas, établissant ainsi la voile sur son bout dehors, cette pression nouvelle fit frémir le navire jusque dans ses tréfonds. Le bout dehors s'incurva et plia comme une badine, nous pensions qu'il allait casser d'un moment à l'autre, mais l'espar était fait du bois résistant de ces sapins trapus des hauts plateaux, il pliait comme un roseau et rien ne pouvait le briser. Rassemblant toutes nos forces, nous réussîmes à haler l'amure jusqu'à l'extrémité du bout-dehors, on borda l'écoute, et on raidit le faux bras et le bras du vent pour soulager l'effort. Chaque cordage paraissait tendu à l'extrême limite de sa résistance et avec ce nouveau supplément de toile, le navire se mit à fendre les eaux, comme possédé de furie. Avec presque toute sa voilure sur l'avant, il semblait vouloir décoller de l'océan et bondir littéralement d'une vague à l'autre.…
Quand il apparut que la voilure tiendrait le coup l'autre bordée fut envoyée en bas, et nous restâmes de quart sur le pont. Même avec deux hommes à la barre, on avait du mal à garder le cap tant le navire faisait des embardées sauvages. Le second arpentait le pont, tantôt surveillant les voiles, tantôt regardent par-dessus la lisse l'écume qui volait et il se tapait les cuisses en disant à l'adresse du navire : "hourra, ma beauté ! tu sens l'écurie, tu sais où tu vas !"…
Nous filions allègrement onze nœuds. En fait notre vitesse devait être encore supérieure, mais les vagues  nous poussaient de l'arrière et nous faisaient faire de continuelles embardées… Je pris mon tour à la barre en compagnie de Jack Stewart, un jeune gars du Kernnebec, qui était un bon timonier, et pendant deux heures, nous eûmes fort à faire. Après quelques minutes, nous dûmes nous débarrasser de nos grosse vareuses; malgré le froid, nous étions en manche de chemise et nous transpirions à grosses gouttes. Ce fut avec soulagement que nous entendîmes enfin piquer huit…
Vers l'aube, la tempête se calma quelque peu; soulagé le navire commençait tout juste à naviguer avec un peu d'aisance, quand M Brown qui paraissait bien décidé à ne lui laisser aucun répit, comptant que la brise allait encore diminuer avec le lever du soleil, nous donna l'ordre de préparer la bonnette basse. C'était une énorme voile… elle fut bientôt parée… À peine la bonnette fut elle établie que le navire se remit à filer à une vitesse enragée en faisant des embardées plus sauvages que jamais. Les deux hommes qui étaient à la barre suaient sang et eau; sans arrêt ils devaient tout à tour mettre toute la barre dessous puis dessus. Sur ces entrefaites la tempête ne fit nullement mine de se calmer avec la venue du jour; le soleil se leva parmi les nuages. Une embardée soudaine jeta celui des deux timoniers qui se trouvait au vent de la barre de l'autre côté de la dunette contre les pavois. Le second bondit à la roue, tandis que l'autre se remettait sur ses pieds, ils empoignèrent les manettes et réussirent à remettre la barre dessus, juste à temps pour empêcher le navire de venir au travers. Cependant, comme le navire reprenait sa course, le bout dehors de bonnette prit un angle de 45 degrés.
Nous étions manifestement surtoilés mais il aurait été impossible  de rien carguer : les cargues-points n'étaient pas assez solides et on pensait les couper, quand une énorme embardée suivie d'une auloffée fit casser les retenues, et le tangon vint s'abattre contre la basse carène. La poulie de la drisse céda et le bout-dehors de la bonnette de hune plia d'une façon qui défiait l'imagination. Au moment où les retenues cassèrent, je le vis qui se bandait comme un ressort, presque au point de former un demi-cercle, avant de se détendre d'un coup pour reprendre sa forme originelle. Le cargue-point céda au premier effort; le taquet sur lequel les drisses étaient amarrées fut arraché et la voile s'envola et alla s'enrouler autour de la vergue de civardière et des étais de beaupré ; nous eûmes toutes les peines du monde à l'en dégager…